# James Troisi
James Troisi (Adelaide, 3 de julho de 1988), é um futebolista Australiano que atua como meio-campo ou atacante. Atualmente joga pelo Western Sydney FC.

## Carreira

### Newcastle United
James Troisi se profissionalizou no Newcastle United em 2007, no clube atuou até 2008.

### Futebol turco
Sem espaço no Newcastle, foi para a Turquia atuar no Gençlerbirliği, apos uma temporada no clube, migrou para o Kayserispor. No time de Kayseri se consolidou atuando por três temporadas na Super Lig.

## Carreira
Troisi representou a Seleção Australiana de Futebol, nas Olimpíadas de 2008.  Ele integrou o elenco da Seleção Australiana de Futebol, campeão da Copa da Ásia de 2015.

## Títulos
Austrália
- Copa da Ásia: 2015